# Liste buddhistischer Klöster in Himachal Pradesh

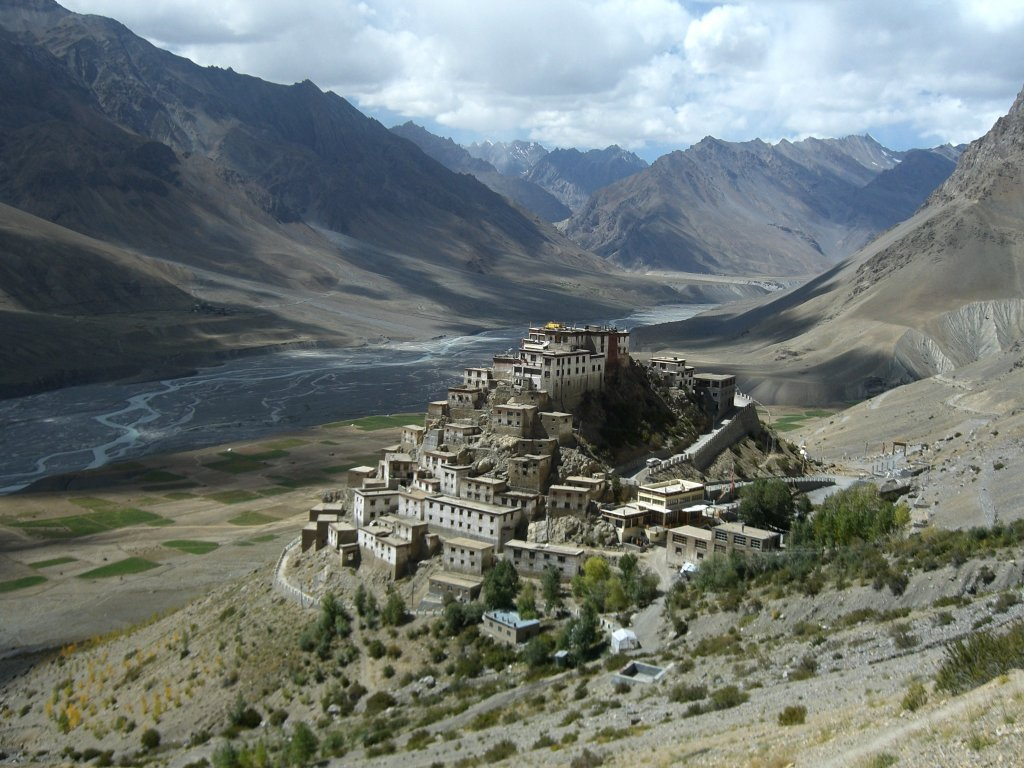
Key Gompa

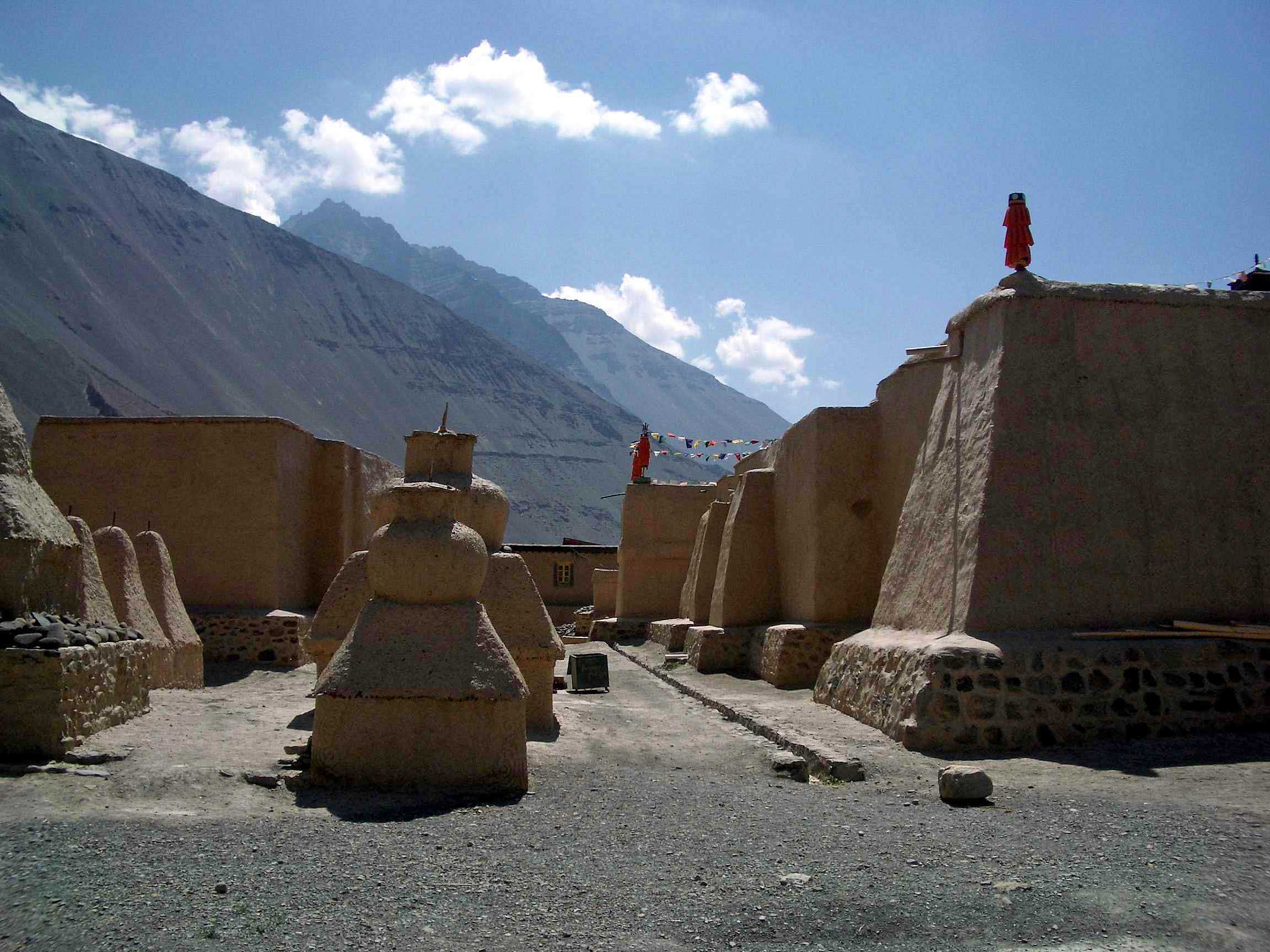
Tabo-Kloster

Dies ist eine Liste buddhistischer Klöster im indischen Bundesstaat Himachal Pradesh.

## Übersicht
- Dhankar Gompa
- Dzongkhul-Kloster
- Gandhola-Kloster
- Gemur-Kloster
- Gozzangwa-Kloster
- Key-Kloster
- Kibber
- Kungri-Kloster
- Lhalung-Kloster
- Sani-Kloster
- Shashur-Kloster
- Tabo-Kloster
- Tangyud-Kloster
- Tayul-Kloster